# 남효나
남효나(1987년 7월 14일 ~ )는 대한민국의 개그우먼이다.

## 출연 작품
- 개그사냥 (KBS 2TV)
- 서바이벌 스카우트 '쇼호스트' (M.net)
- 라디오 웃찾사 (SBS 러브FM)
- 서울속으로 (tbs 교통방송)
- 폭소클럽 (KBS 2TV)
- 웃찾사 (SBS TV)
- 개그투나잇 (SBS TV)
- 초등 4학년 겨울 방학생활 (EBS 1TV)
- 세상에 나쁜 개는 없다 (EBS 1TV)